# 內格羅河 (烏拉圭)

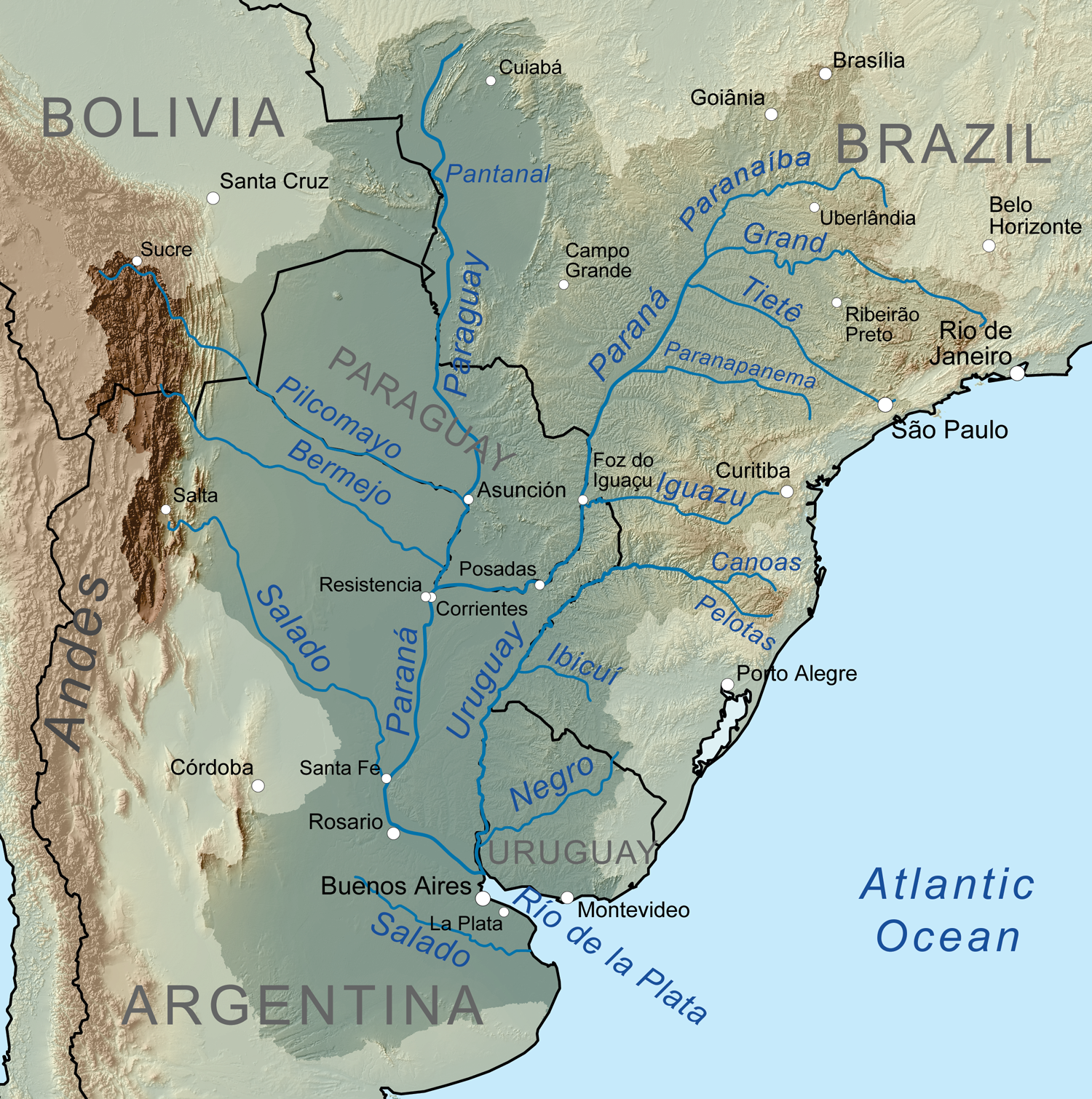

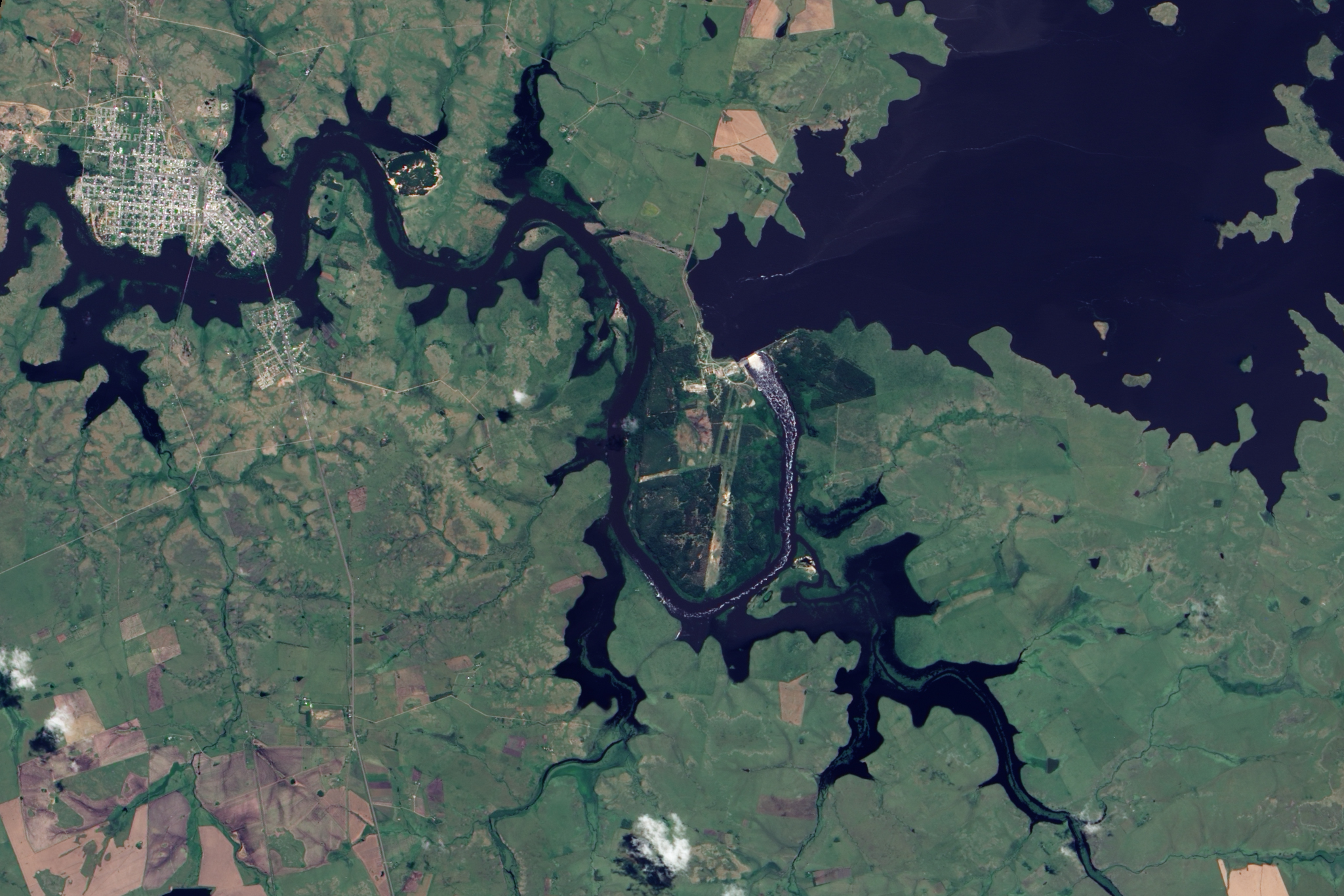

內格羅河是烏拉圭的河流，位於南里奧格蘭德州，屬於烏拉圭河的支流，河道全長750公里，流域面積70,714平方公里，發源自該國南部高地巴熱以東。
33°24′S 58°22′W / 33.400°S 58.367°W